# ساگرادو
ساگرادو (به ایتالیایی: Sagrado) یک کومونه در ایتالیا است که در استان گوریتزیا واقع شده‌است.

## خصوصیات
ساگرادو ۱۴٫۱ کیلومترمربع مساحت و ۲٬۲۳۴ نفر جمعیت دارد و ۳۲ متر بالاتر از سطح دریا واقع شده‌است.